# Reto Schenkel
Reto Amaru Schenkel (Lomé, 28 april 1988) is een Zwitserse sprinter, die gespecialiseerd is in de 100 m. Hij werd geboren in Togo. Hij nam eenmaal deel aan de Olympische Spelen, maar won hierbij geen medailles. Zijn beste prestaties behaalde hij als estafetteloper op de 4 x 100 m estafette.

## Loopbaan
Op de Europese teamkampioenschappen won Schenkel in 2009 en 2011 respectievelijk zilver en goud. 
In 2012 nam hij deel aan de Olympische Spelen in Londen, waar hij uitkwam op de 200 m. Hij strandde reeds in de series met een tijd van 20,98 s.

## Titels
- Zwitsers kampioen 200 m - 2010

## Persoonlijk records
Outdoor
| Afstand | Tijd  | Datum        | Plaats   |
| ------- | ----- | ------------ | -------- |
| 100 m   | 10,19 | 30 juli 2011 | Fribourg |
| 200 m   | 20,48 | 26 mei 2012  | Weinheim |

Indoor
| Afstand | Tijd  | Datum           | Plaats     |
| ------- | ----- | --------------- | ---------- |
| 60 m    | 6,65  | 28 januari 2012 | Magglingen |
| 200 m   | 21,41 | 2 februari 2014 | Magglingen |

## Palmares

### 100 m
- 2006: 3e in serie WJK - 10,72 s
- 2011: 4e in serie WK - 10,44 s
- 2012: 5e in ½ fin. EK - 10,48 s

### 200 m
- 2006: 4e in serie WJK - 21,65 s
- 2011: 7e in ½ fin. WK - 21,18 s
- 2012: 6e in ½ fin. EK - 21,05 s
- 2012: 7e in serie OS - 20,98 s

### 4 x 100 m estafette
- 2009:  EK team - 39,55 s
- 2009: 5e in serie WK - 39,47 s
- 2010: 4e EK - 38,69 s
- 2011:  EK team - 39,20 s
- 2012: 5e EK - 38,83 s